# لیندسی فاگارتی
لیندسی فاگارتی (انگلیسی: Lyndsie Fogarty؛ زادهٔ ۱۷ آوریل ۱۹۸۴) قایقران کانو اهل استرالیا است.